# Alexandre Aja
Alexandre Jouan-Arcady, meglio noto come Alexandre Aja (Parigi, 7 agosto 1978), è un regista, sceneggiatore e produttore cinematografico francese.

## Biografia
Considerato uno dei giovani talenti del cinema horror-splatter, Aja, figlio del regista Alexandre Arcady e del critico cinematografico Marie-Jo Juan, debuttò nella regia nel 1997 dirigendo il cortometraggio Over the Rainbow, horror contaminato con la commedia, girato in bianco e nero, che fu presentato al Festival di Cannes. Nel 1999 diresse Furia, il suo primo lungometraggio, un film di fantascienza ispirato alle opere dello scrittore Julio Cortázar.
Il successo arrivò con Alta tensione, un horror splatter molto ispirato ad Intensity di Dean Koontz che si avvale degli effetti speciali di Giannetto De Rossi. Il successo di questo film gli valse una chiamata dal regista statunitense Wes Craven, che gli commissionò il remake del suo Le colline hanno gli occhi. Aja così si trasferì negli Stati Uniti e diresse la sua versione del film, che riscosse un buon successo e lo confermò come un regista di talento.
Nel 2007 Aja scrisse la sceneggiatura dell'horror-thriller -2 - Livello del terrore, diretto da Franck Khalfoun, quindi nel 2008 tornò alla regia, dirigendo Riflessi di paura. Nel 2010 sperimenta il 3D e dirige Piranha 3D, confermando la sua vocazione horror. Nel 2019 dirige Crawl - Intrappolati, con protagonisti Kaya Scodelario e Barry Pepper, riscuotendo un ottimo successo tra critica e pubblico.

## Filmografia

### Regista
- Furia (1999)
- Alta tensione (Haute Tension) (2003)
- Le colline hanno gli occhi (The Hills Have Eyes) (2006)
- Riflessi di paura (Mirrors) (2008)
- Piranha 3D (2010)
- Horns (2013)
- The 9th Life of Louis Drax (2016)
- Crawl - Intrappolati (Crawl) (2019)
- Oxygène (2021)
- Never Let Go - A un passo dal male (Never Let Go) (2024)

### Sceneggiatore
- Furia (1999)
- Entre chiens et loups (2002)
- Alta tensione (Haute Tension) (2003)
- Le colline hanno gli occhi (The Hills Have Eyes) (2006)
- -2 - Livello del terrore (P2) (2007)
- Riflessi di paura (Mirrors) (2008)
- Piranha 3D (2010)
- Maniac (2012)

### Produttore
- -2 - Livello del terrore (P2), regia di Franck Khalfoun (2007)
- Piranha 3D, regia di Alexandre Aja (2010)
- Maniac, regia di Franck Khalfoun (2012)
- Horns, regia di Alexandre Aja (2013)
- La piramide (The Pyramid), regia di Grégory Levasseur (2014)
- The Other Side of the Door, regia di Johannes Roberts (2016)
- In The Deep, regia di Johannes Roberts (2016)
- The 9th Life of Louis Drax, regia di Alexandre Aja (2016)
- Crawl - Intrappolati (Crawl), regia di Alexandre Aja (2019)
- Oxygène (2021)